# Обхід

Зразок обхідного маневру за стародавніх часів

Зразок обхідного маневру

Обхі́д — у військовій справі — вид глибокого маневру у фланг і тил противника. Він здійснюється у взаємодії з підрозділами та частинами, що наступають з фронту, за відсутності вогневого зв'язку з ними. Для здійснення обходу створюються угруповання військ, які здатні самостійно вирішувати завдання. Обхід, як правило, проводиться за наявністю відкритих флангів та проміжків у обороні супротивника, а також за умови пророблення проломів вогнем різного виду зброї. За відсутністю відкритих флангів і проміжків в оборонних позиціях ворога, обхід здійснюється після прориву суцільного фронту оборони.
Найбільшого успіху можливо досягнути у разі охоплення або обходу обох флангів і виходу (висадки десантів) у тил противника. При веденні бойових дій у високогірних районах обхід провадиться спеціально підготовленими та відповідно спорядженими підрозділами.

## Зовнішні джерела
- Толковый словарь военных терминов
- Радянська військова енциклопедія. «ЛИНИЯ—ОБЪЕКТОВАЯ» //  = (Советская военная энциклопедия) / Маршал Советского Союза Н. В. ОГАРКОВ — председатель. — М. : Воениздат, 1978. — Т. 5. — С. 676. — ISBN 00101-134. (рос.)